# Сабатон
Сабатон е номинирана за Грами пауър метъл група основана през 1999 г., в град Фалун централна Швеция. На шведски Sabaton е част от рицарската броня (обувката). Основни теми на групата в песните са тези за историческите битки и войни.
Това ясно си проличава в албумите им Primo Victoria, Attero Dominatus, Art of War, Coat of Arms, Carolus Rex, Heroes, The Last Stand, The Great War, където всички песни са вдъхновение от исторически битки.
Влиянието от Първата световна война и Втората световна война, както и други конфликти, е засегнато и включва песни за битки и лидери от всички страни на конфликта.
На 30 март 2012 г. от групата обявят, че вокалистът Йоаким Бруден (Joakim Broden) и басистът Пер Сюндстрьом (Pär Sundström) търсят нови членове, за да заменят тези, които са напуснали.
На 2 април 2012 г. е разкрито, че към групата се присъединяват Крис Рьорланд (Chris Rörland) – водещи китари, Тобе Енглюнд (Thobbe Englund) – китара и Робан Бек (Robban Bäck) – барабани. Предстои да бъде намерен изпълнител на клавишни инструменти.
През ноември 2012 г. от Сабатон обявят, че Робан Бек ще се завърне на турне след 6 месеца, тъй като е станал баща. Не след дълго обаче той официално напуска групата и на негово място зад барабаните сяда Ханес ван Дал (Hannes van Dahl).

## Ранна кариера
Сабатон е сформирана през 1999 г. Първите песни са записани в студиото на Петер Тегтгрен – The Abyss, групата контактува с няколко звукозаписни компании. Сабатон решават да подпишат с италианския лейбъл Underground Symphony, при което е пуснато промото CD Fist for Fight, което всъщност е компилация от демо записи между 1999 – 2000 г. – с намерение за насърчаване на предстоящите издания. Fist For Fight (2001) е първият албум на Сабатон пуснат за продажби. Създателят на обложката е същият човек, който прави обложките за албумите на Меноуор.
През 2002 г. е записан нов албум Metalizer, трябвало е да бъде записан от звукозаписната компания Underground Symphony, като дебютен албум на групата (втори като цяло, след Fist for Fight), но след две години на чакане, през което групата има различни участия в цяла Швеция, албумът е прекратен.

## Албуми

### Primo Victoria
Групата се завръща с втори албум, озаглавен Primo Victoria и са озовава в преговори с няколко
международни лейбъла. В крайна сметка подписват с Black Lodge. В началото на 2005 г. към тях се присъединява Даниел Мюр (Daniel Myhr) за облекчаване на Йоаким Бруден, който изпълнява клавишни инструменти в допълнение към пеенето.

### Attero Dominatus
Третия им албум излиза в Европа на 28 юли 2006 г., в който са включени песни като Back in Control (която се фокусира в превземането на Фолкландските острови по време на Фолклендската война), Attero Dominatus (битката за Берлин, която довежда до края на Втората Световна война в Европа) и Angels Calling (за окопна война по време на Първата Световна война).

### Metalizer
През март 2007 г., Sabaton реализират Metalizer като двоен диск с Fist for Fight.

### The Art of War
Като продължение на Metalizer, през май 2008 г., Сабатон издава своя четвърти албул „The Art of War“, вдъхновен от влиятелната книга на Сун Дзъ. Решението за основавене на албума по книгата на Сун Дзъ идва от идеята, която е възникнала 2000 години след като е написана книгата, човешката раса постига много неща, но освен оръжейния прогрес, войната и тактиките са останали същите. Албумът съдържа синглите Cliffs of Gallipoli и Ghost Division. Албумът получава изключително положителни отзиви.
През септември 2008 г. е обявено, че Сабатон ще участват в ProgPowerUSA 2009 X фестивал в Атланта, САЩ. В допълнение, Сабатон са първата банда потвърдила за фестивала Bloodstock '09 в Дарби, Великобритания. След тяхното изпълнение в Bloodstock, групата отива на турне с DragonForce, към края на 2009 г., за 18 шоута в Обединеното кралство.

### Coat of Arms
В сряда на 23 декември 2009 г., групата обявява името на предстоящия си албум. В „Coat of Arms“ е засегната по-голяма част на песни за събитията от Втората световна война, но има и такива, които са за други войни като, Зимната война (бяла смърт). Те го обявяват на официалния им сайт, към който има линк към YouTube, съдържащ обложката на албума. Първият музикален клип е Uprising (за Варшавско въстание) издаден на 1 август 2010 г., вторият музикален клип е Screaming Eagles (За 101-ва въздушнодесантна дивизия и обсадата на Бастон) издаден на 25 май. Това е придружено с европейско турне.

### Carolus Rex
Carolus Rex е пуснат на 22 май 2012 г. в САЩ и Швеция, а на 25 май 2012 г. в останалата част на Европа. Албумът е записан на английска и шведска версия. Първия сингъл от албума е Carolus Rex пуснат на 4 април 2012 г., който веднага бива озвучен на шведски и английски, и на 8 април 2012 г. е пуснат за свободно сваляне. Едновременно с това от Сабатон обявяват своето световно турне The Swedish Empire Tour. Това е първото им турне с новия състав.

### The Last Stand
През април 2016 г., групата представи обложката за новия им албум наречен The Last Stand (Последната битка). Самият албум е пуснат в продажби през август същата година.

### The Great War
The Great War е пуснат на 19 юли 2019 г. тематиката на албума е Първата световна война (великата война). Първия сингъл (Fields of Verdun) от албума е пуснат 3 май 2019 г.

### The War to End All Wars
Албумът е пуснат на 4 март 2022 г., а песните са посветени на най-емблематичните сблъсъци от Първата световна война. Една от песните в него е свързана с България и битката при Дойран - The Valley of Death, под №9 в албума.

## Състав
Настоящите членове
- Йоаким Бруден (Joakim Brodén) – вокал (1999 – ), клавишни (1999 – 2005, 2012 – )
- Пер Сюндстрьом (Pär Sundström) – бас, бекинг вокали (1999 – 2012)
- Крис Рьорланд (Chris Rörland) – китара, беквокали (2012 – )
- Томи Джохансън (Tommy Johansson) – китара, беквокали (2016 – )
- Ханес ван Дал (Hannes Van Dahl) – барабани, беквокали (от 2017 г.)

Бивши членове
- Оскар Монтелиус (Oskar Montelius) – соло / ритъм китара, беквокали (1999 – 2012)
- Рикард Сюнден (Rikard Sundén) – ритъм / китара, беквокали (1999 – 2012)
- Рихард Ларшон (Richard Larsson) – барабани (1999 – 2001)
- Даниел Мюлбак (Daniel Mullback) – барабани, перкусии, беквокали (2001 – 2012)
- Даниел Мюр (Daniel Mÿhr) – клавишни, беквокали (2005 – 2012 г.)
- Робан Бек (Robban Bäck) – барабани (2012 – 2013)
- Тобе Енглюнд (Thobbe Englund) – китара, беквокали (2012 – 2016 г.)

## Дискография
| 2005                                                                                             | Primo Victoria - Released: 4 март 2005 - Label: Black Lodge Records   | 43 | –  | –  | –  | –  | —  |
| 2006                                                                                             | Attero Dominatus - Released: 28 юли 2006 - Label: Black Lodge Records | 16 | –  | –  | –  | –  | —  |
| 2007                                                                                             | Metalizer - Released: 16 март 2007 - Label: Black Lodge Records       | 21 | –  | –  | –  | –  | —  |
| 2008                                                                                             | The Art of War - Released: 30 май 2008 - Label: Black Lodge Records   | 5  | —  | –  | –  | —  | —  |
| 2010                                                                                             | Coat of Arms - Released: 21 май 2010 - Label: Nuclear Blast           | 2  | 71 | 17 | 19 | –  | 33 |
| 2012                                                                                             | Carolus Rex - Released: 23 май 2012 - Label: Nuclear Blast            | 2  | 23 | 9  | 7  | 21 | 19 |
| 2014                                                                                             | Heroes - Released: 16 май 2014 - Label: Nuclear Blast                 | 1  | 11 | 2  | 3  | 13 | 7  |
| 2016                                                                                             | The Last Stand - Released: 19 август 2016 - Label: Nuclear Blast      | —  | —  | —  | —  | —  | —  |
| „—“ означава, че албумът не е издаден или не влиза в музикалните класации в съответната държава. |                                                                       |    |    |    |    |    |    |

## Сингли
- Masters of the World (Single, 2007)
- Attero Dominatus & Primo Victoria sampler (EP, 2007)
- Cliffs of Gallipoli (Single, 2008)
- Coat of Arms (Single, 2010)
- Screaming Eagles (Single, 2010)
- Metalus Hammerus Rex (Single, 2012)
- Carolus Rex (Single, 2012)
- A Lifetime of War (Single, 2012)
- Far from the Fame (Single, 2012)

## Live албум
- World War Live: Battle of the Baltic Sea (2011)

## Компилации
- Fist for Fight (2011)
- Metalus Hammerus Rex (2012)

## Видеография
- „Attero Dominatus“ (2006)
- „Metal Crüe“ (2006)
- „The Art of War (Sabaton album)|40:1“ (2008)
- „The Art of War (Sabaton album)|Cliffs of Gallipoli“ (2008)
- „Coat of Arms (album)|Uprising“ (2010)
- „Coat of Arms (album)|Screaming Eagles“ (2010)
- „Coat of Arms (album)|Coat of Arms“ (2010)